# Linka 3 (metro v Madridu)
Linka 3 madridského metra spojuje severozápadní část Madridu s městem Getafe na jižním předměstí a vede ze stanice Moncloa na severu do stanice El Casar v Getafe. Na lince se nachází 19 stanic a délka linky činí 17,5 km. Tratě jsou vybudovány jako úzkoprofilové, nástupiště mají délku 90 m. První úsek linky byl otevřen v roce 1936, k poslednímu rozšíření došlo v roce 2025.

## Poloha

Plán stanic linky

Linka pochází následujícími městskými obvody Madridu v severo-jižním směru:
- Moncloa – Aravaca
- Chamberí
- Centro
- Arganzuela
- Usera
- Villaverde

Dále prochází městem Getafe
Linka začíná pod náměstím Plaza de Moncloa a pokračuje pod rušnou ulicí Princesa na náměstí Plaza de España. Odtud vede kus pod ulicí Gran Vía a na náměstí Plaza del Callao odbočuje pod ulici Preciados, kterou přichází na náměstí Puerta del Sol. Odtud pokračuje na jih pod ulicemi Lavapiés a Miguel Servet a pod čtvrtí Embajadores se dostává pod ulici
Palos de la Frontera a Paseo de las Delicias. Řeku Manzanares linka podchází u mostu Puente de Andalucía a dále vede pod třídami Avenida de Córdoba a Avenida de Andalucía až na stanici Villaverde Alto situovanou u stejnojmenné železniční stanice. Od ní se stáčí podél železniční trati a ulice Acebeda a po podchodu dálničního okruhu M-45 míří do konečné stanice El Casar.

## Historie
Po úspěších prvních dvou linek madridského metra, byla v roce 1934 vypsána soutěž na výstavbu prvního úseku třetí linky. Práce na výstavbě začaly v létě téhož roku, nicméně byly zpomalovány problémy s podložím a různými propady. První úsek mezi stanicemi Sol a Embajadores byl otevřen 9. srpna 1936. V roce 1935 nabídla společnost Agromán, která stavěla předešlý úsek, stavbu prodloužení severním směrem do stanice Argüelles, tento návrh byl přijat a prodloužení bylo uvedeno do provozu 15. července 1941 za přítomnosti ministra veřejných prací a starosty Madridu. Na konci roku 1945 bylo rozhodnuto o prodloužení linky tentokrát jižním směrem do stanice Legazpi, výstavba však byla brzděna nedostatkem stavebního materiálu a častými výpadky elektřiny. Tato trasa byla otevřena 25. března 1949, nicméně trvalo ještě další dva roky (do roku 1951), než byla otevřena konečná stanice, do té doby byly mezilehlé stanice projížděny. 17. července 1963 byla otevřena stanice Moncloa (prodloužení o jednu stanici na severním konci), což umožnilo bližší spojení s univerzitním kampusem Ciudad Universitaria.
V letech 2003 až 2006 došlo ke kompletní přestavbě linky tak, že nástupiště byla prodloužena z 60 na 90 m, byl zajištěn bezbariérový přístup do všech stanic a umožněn provoz nových souprav řady 3000. K rekonstrukcím docházelo vždy během léta. Díky této modernizaci byla také navýšena přepravní kapacita linky, která byla nutná z důvodu rozšíření linky do stanice Hospital 12 de Octubre, ke kterému došlo 9. února 2007. Téhož roku byla 21. dubna linka prodloužena do stanice Villaverde Alto. Prodloužení na jižním konci do stanice El Casar bylo otevřeno 21. dubna 2025, čímž byla propojena s linkou 12 (MetroSur).

## Provoz

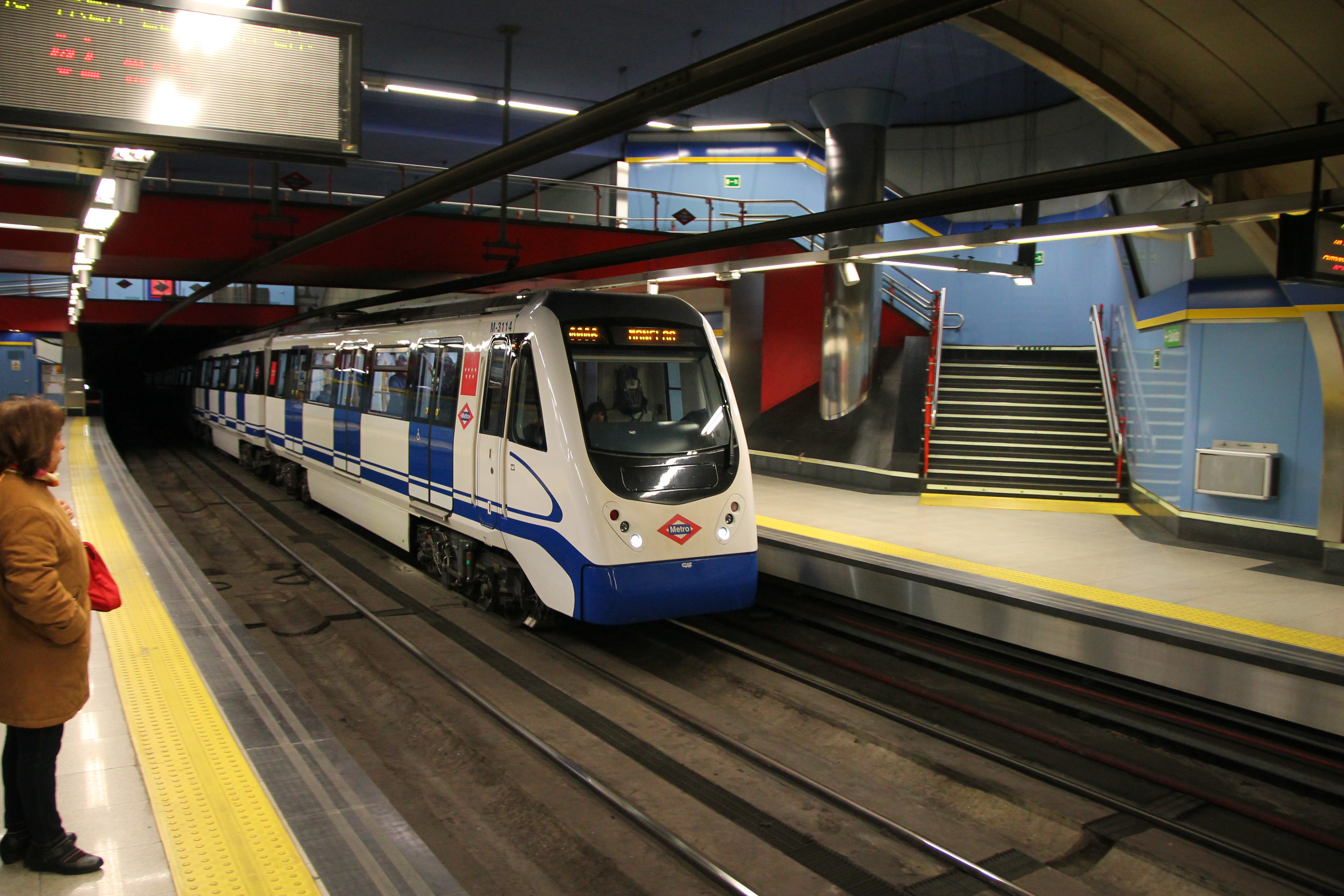
Souprava řady 3000 ve stanici Ventura Rodríguez

Linka se kříží s linkami metra 1, 2, 4, 5, 6, 10 a 12. Linka 3 má čtyři přestupy na příměstskou železnici Cercanías – ve stanicích Sol, Embajadores, Villaverde Alto a El Casar.
Linka v síti metra patří k těm s úzkým průjezdním profilem. Rozchod koleje je stejný jako v celé síti – netypických 1445 mm. Odběr proudu je realizován trolejovým vedením, pevným v celé délce linky, napětí v soustavě je 1500 V ss. Na lince jsou v současnosti provozovány soupravy řady 3000 od španělského výrobce CAF.
Zvláštností linky je stanice Almendrales, která má čtyři koleje (dvě u každého nástupiště). Ty umožňují obrat souprav ve stanici a pásmový provoz v úseku Moncloa–Legazpi, který je více vytížený.
Většina linky se nachází v tarifním pásmu A, stanice El Casar leží v prvním vnějším pásmu B1. Linka je pokrytá mobilním telefonním signálem v úseku Moncloa–Legazpi.

### Seznam stanic

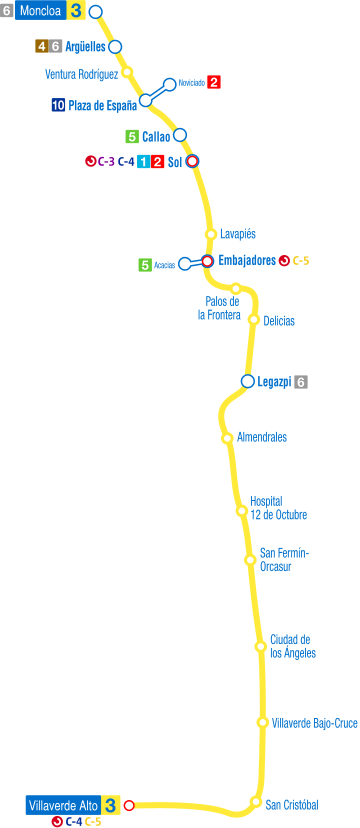
Plán linky

Linka v současnosti prochází 19 stanicemi. Průměrná vzdálenost mezi stanicemi je 971 m.
- Moncloa
- Argüelles
- Ventura Rodríguez
- Plaza de España
- Callao
- Sol
- Lavapiés
- Embajadores
- Palos de la Frontera
- Delicias
- Legazpi
- Almendrales
- Hospital 12 de Octubre
- San Fermín – Orcasur
- Ciudad de los Ángeles
- Villaverde Bajo – Cruce
- San Cristóbal
- Villaverde Alto
- El Casar

## Budoucnost
Další uvažované prodloužení je ze stanice Moncloa přes možné křížení s linkou 7 ve stanici Islas Filipinas na Cuatro Caminos (s plánovaným přestupem na linky 1, 2 a 6; v okolí je pro budoucí stanici i vyhrazené místo) a dále hypoteticky přes stanici Santiago Bernabéu na lince 10 do stanice Concha Espina na lince 9. Uvažováno je také rozšíření do obce Perales del Río na jižním konci linky.
Velice spekulativní je možnost prohození polovin linek 3 a 7 ve stanici stanici Islas Filipinas (nebo nové stanici Cristo Rey) – linka 3 by tedy končila ve stanice Pitis a linka 7 by pokračovala dále na západ do oblasti kampusu Ciudad Universitaria.